# Alexander Ziegler
Pour les articles homonymes, voir Ziegler.
Ne doit pas être confondu avec Alexandre Ziegler.
Alexander Ziegler, né à Zurich le 8 mars 1944 et mort dans la même ville le 11 août 1987, est un acteur, metteur en scène, journaliste suisse.

## Biographie
Né à Zurich, Alexander Ziegler, passionné de théâtre, rencontre à l'âge de 16 ans le metteur en scène Oskar Wâlterlin qui lui confie un petit rôle. Ses parents l'envoient en maison de correction, expérience qu'il racontera dans son livre La Conséquence (Die Konsequenz). À sa sortie, il se rend à Vienne muni d'une recommandation d'Oskar Wälterlin et poursuit sa formation d'acteur au Max-Reinhardt-Seminar. Il interpréta un rôle dans une pièce de Wedekind et joua dans la série Américaine Boys and Girls. 
En 1966, sa liaison avec le jeune Stephan Mutscha, qui n'a que 16 ans, le fait condamner à deux ans et demi de prison.  Pendant sa détention, il écrit son premier roman autobiographique Labyrinthe. À sa sortie, il devient rédacteur en chef de la revue homosexuelle Du & Ich (1971/1979). Pendant ces neuf années de militantisme où il est proche de l'extrême gauche, il se fait beaucoup d'ennemis. 
En 1975, il écrit La Conséquence, qui relate son expérience en maison de correction. Cette autobiographie est portée à l'écran en 1977 par le réalisateur Allemand Wolfgang Petersen, avec dans les rôles principaux Jürgen Prochnow et Ernst Hannawald. Le scandale est immense. Le film est boycotté par la télévision Bavaroise mais nombre de jeunes gens homosexuels y trouvent le courage de s'affirmer. 
Alexander Ziegler est retrouvé mort dans sa loge, ayant succombé à une overdose d'antidépresseurs, en 1987.